# Grotto-Gletscher
Der Grotto-Gletscher ist ein 40 km langer und im Mündungsgebiet bis zu 11 km breiter Gletscher an der Ostküste der Alexander-I.-Insel westlich der Antarktischen Halbinsel. Er fließt ist östlicher Richtung zum George-VI-Sund, den er zwischen dem Belemnite Point und dem Ablation Point erreicht.
Teilnehmer der British Graham Land Expedition (1934–1937) nahmen im Jahr 1936 eine erste Vermessung vor, die der Falkland Islands Dependencies Survey (FIDS) im Jahr 1949 wiederholte. Der FIDS benannte ihn nach einer im Gletscher befindlichen und an eine Grotte (englisch grotto) erinnernden Gletscherspalte, aus der ein Schlittenhund gerettet wurde.